# Владимирово (Московская область)
Владимирово — деревня в Ступинском районе Московской области в составе Леонтьевского сельского поселения (до 2006 года входило в Леонтьевский сельский округ). Во Владимирово на 2015 год 1 улица — Малиновка.

## Население
| 2002 | 2006 | 2010 |
| ---- | ---- | ---- |
| 17   | ↘10  | ↘9   |

Владимирово расположено на востоке центральной части района, на безымянном ручье бассейна реки Сукуша, высота центра деревни над уровнем моря — 181 м. Ближайшие населённые пункты: Ляхово в 200 м на восток, Дорки в 1,5 км на север и Красный Котельщик в 1,5 км на юг.